# Papyrus 87
Papyrus 87 (in de nummering van Gregory- Aland, of {\displaystyle {\mathfrak {P}}^{87}}, is een oude kopie van het Nieuwe Testament op papyrus. Het is het oudste bekende manuscript van Filemon. Het geeft de verzen 13-15 en 24-25. Op grond van schrifttype is het handschrift gedateerd laat in de tweede of vroeg in de derde eeuw.
Het manuscript wordt bewaard in de Universiteit van Keulen (P. Col. theol. 12) in Keulen.

## Tekst
De Griekse tekst vertegenwoordigt de (proto)Alexandrijnse tekst. Aland beschrijft de tekst als normaal en plaatst het in categorie 1 van zijn Categorieën van manuscripten van het Nieuwe Testament.